# Melliniella micrantha
Melliniella micrantha är en ärtväxtart som beskrevs av Hermann August Theodor Harms. Melliniella micrantha ingår i släktet Melliniella och familjen ärtväxter. Inga underarter finns listade i Catalogue of Life.